# Datchet
Datchet je vesnice v hrabství Berkshire v Anglii, ležící na břehu Temže. Patří do unitary authority Windsor and Maidenhead.

## Původ názvu
Jméno Datchet je pravděpodobně keltského původu, kde poslední část slova -chet byla původně ve tvaru -cet (cet znamená v keltštině dřevo). V Domesday Book je tato vesnice zaznamenána jako Daceta.